# Condado de Jefferson (Kentucky)
O Condado de Jefferson (em inglês:  Jefferson County) é um dos 120 condados do estado americano de Kentucky. A sede e maior cidade do condado é Louisville. Foi fundado em 1780.
O condado possui uma área de 1 030 km², dos quais 985 km² estão cobertos por terra e 45 km² por água, uma população de 741 096 habitantes, e uma densidade populacional de 752,1 hab/km² (segundo o censo nacional de 2010). É o condado mais populoso de Kentucky.

## História

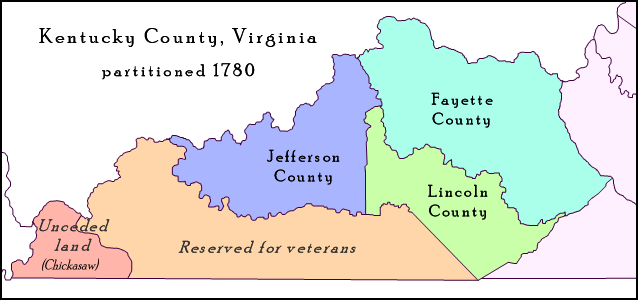
Condado de Jefferson em 1780, conforme estabelecido pela Assembléia Geral da Virgínia

O Condado de Jefferson - originalmente Condado de Jefferson, Virgínia - foi estabelecido pela Assembléia Geral da Virgínia em junho de 1780, quando aboliu e dividiu o Condado de Kentucky em três condados: Fayette, Jefferson e Lincoln. Foi um dos nove condados originais de Kentucky em 1º de junho de 1792.
Em 1778, durante a Guerra Revolucionária Americana, a milícia de George Rogers Clark e 60 colonos civis estabeleceram o primeiro assentamento americano no condado de Corn Island no rio Ohio, na cabeceira das Cataratas de Ohio. Eles se mudaram para o continente no ano seguinte, estabelecendo Louisville.
Richard Mentor Johnson, o 9º vice-presidente dos Estados Unidos, nasceu no condado de Jefferson em 1780, enquanto a família vivia em um assentamento ao longo de Beargrass Creek.
O último grande ataque de índios americanos no atual condado de Jefferson foi o Massacre de Chenoweth em 17 de julho de 1789.